# جيرالد ترامب
جيرالد ترمب (1937 - ) (بالإنجليزية: Gerald Trump) هو لاعب كريكت بريطاني.

## وصلات خارجية
- جيرالد ترامب على موقع إي آس بي آن كريك إنفو (الإنجليزية)